# Axinella damicornis
Axinella damicornis är en svampdjursart som först beskrevs av Eugen Johann Christoph Esper 1794.  Axinella damicornis ingår i släktet Axinella och familjen Axinellidae. Inga underarter finns listade i Catalogue of Life.

## Bildgalleri

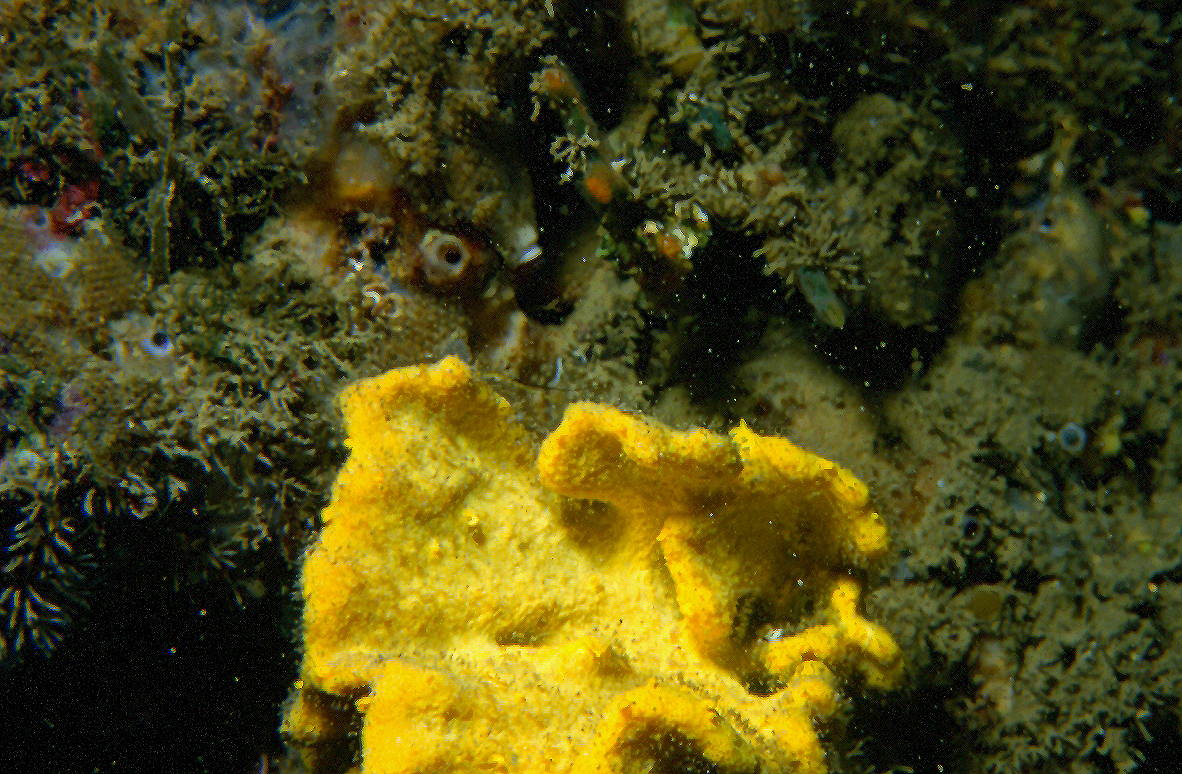
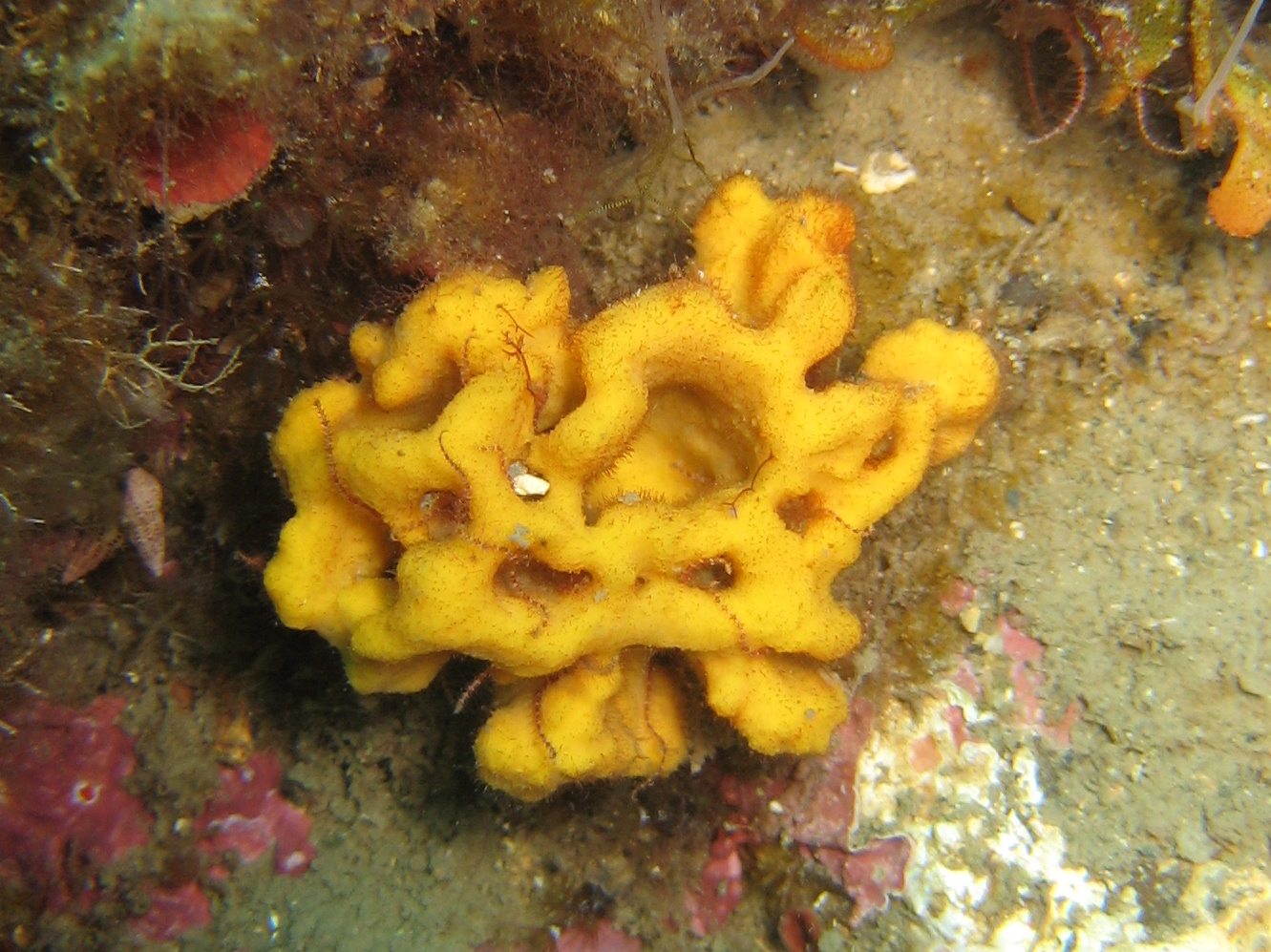
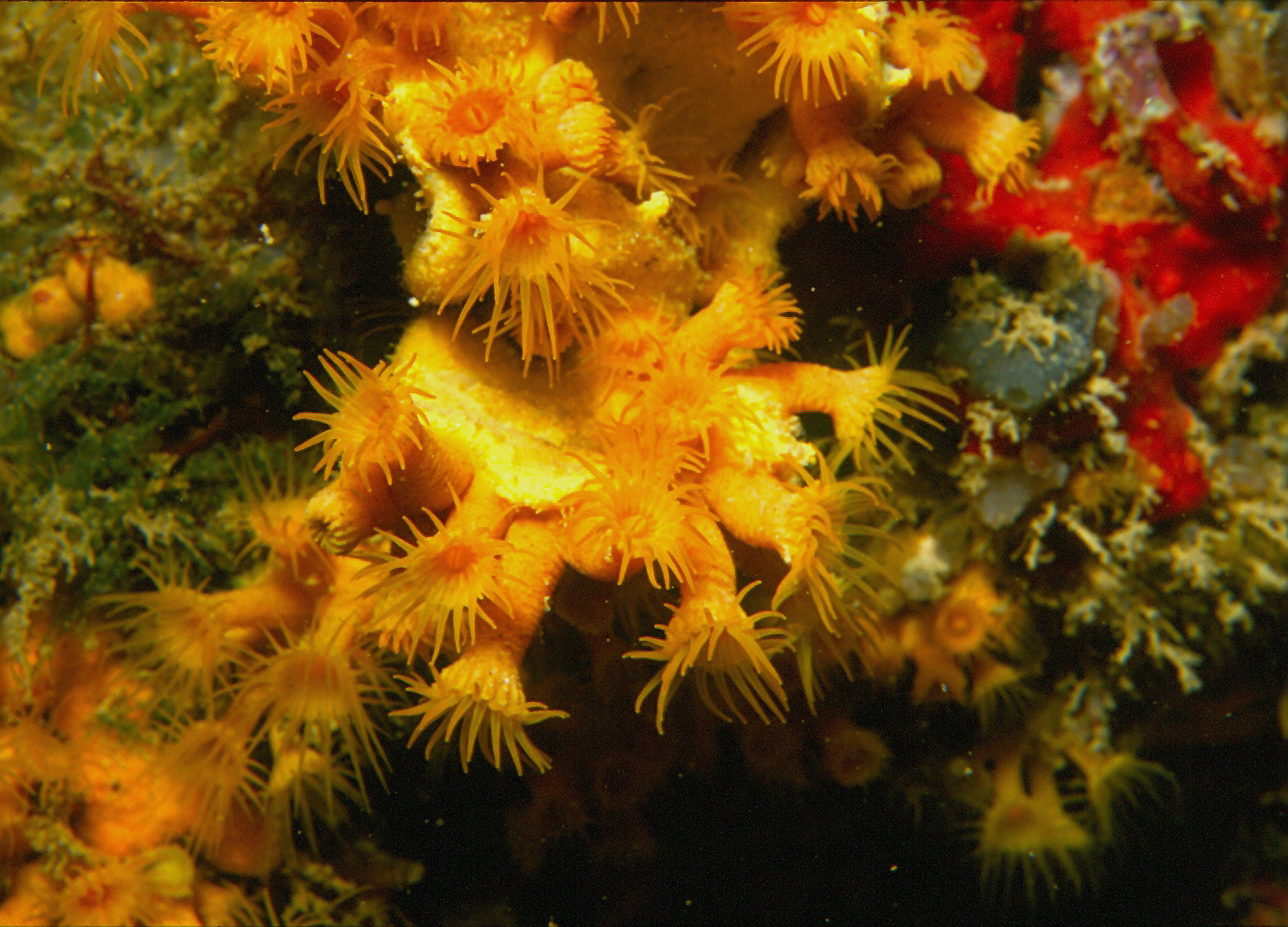
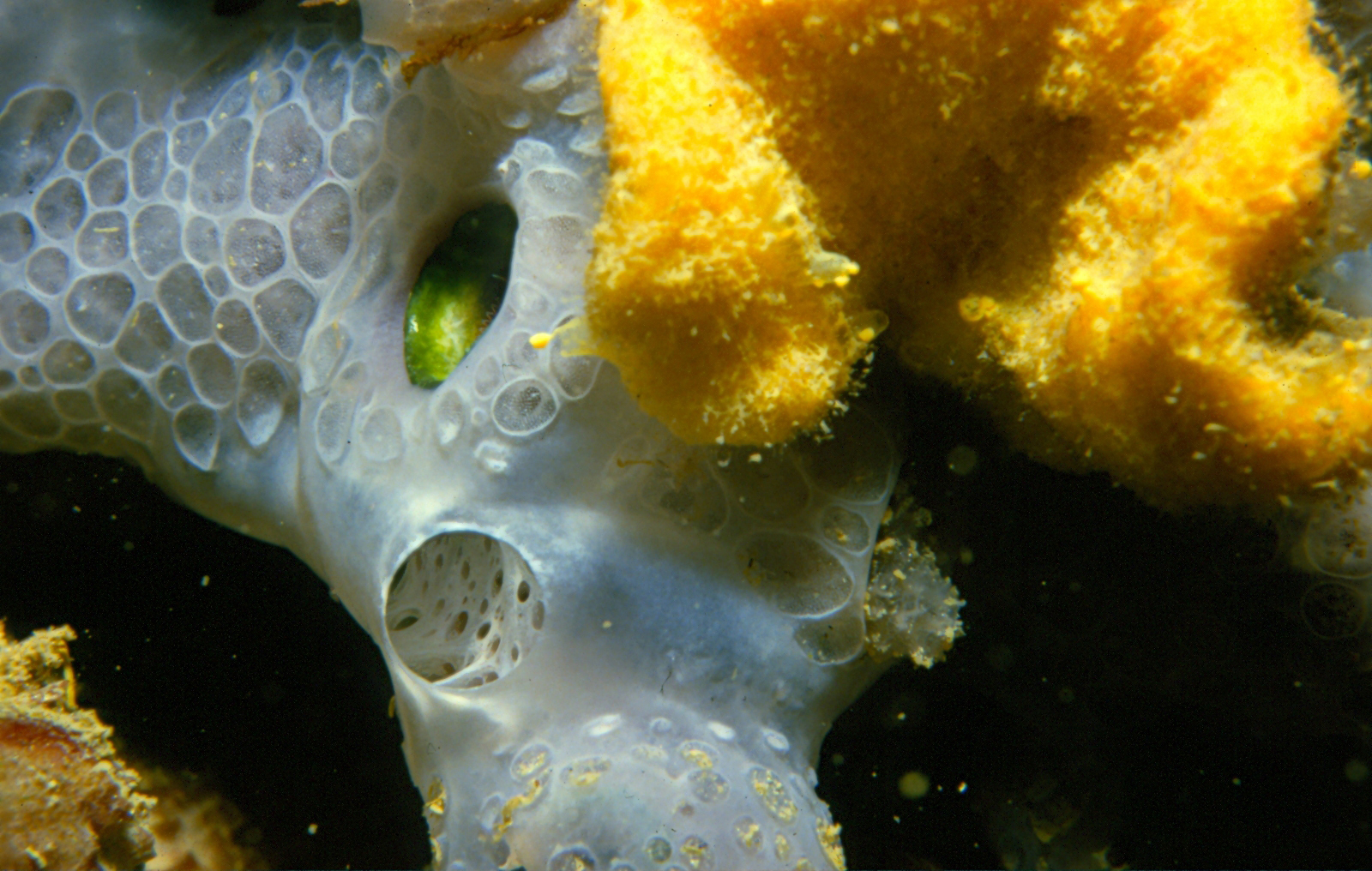